# Mileewa ussurica
Mileewa ussurica är en insektsart som beskrevs av Anufriev 1971. Mileewa ussurica ingår i släktet Mileewa och familjen dvärgstritar. Inga underarter finns listade i Catalogue of Life.